# Hubbardia belkini
Hubbardia belkini är en spindeldjursart som först beskrevs av McDonald och Charles L. Hogue 1957.  Hubbardia belkini ingår i släktet Hubbardia och familjen Hubbardiidae. Inga underarter finns listade i Catalogue of Life.